# El Rocam
El Rocam és una muntanya de 752 metres que es troba al municipi de Puig-reig, a la comarca catalana del Berguedà.